# Édouard Fachleitner
Edouard Fachleitner (Santa Domenica d'Albona (Italië) (nu: Sveta Nedelja (Kroatië), 24 februari 1920 - Manosque, 18 juli 2008) was een Frans wielrenner. Fachleitner werd in Italië geboren en op 23 juni 1939 tot Fransman genaturaliseerd. Hij stond ook wel bekend als Le berger de Manosque en was als professional actief van 1943 tot en met 1952. Zijn belangrijkste prestaties zijn eindoverwinningen in de Dauphiné Libéré (1948) en de Ronde van Romandië (1950) en een tweede plaats in de Ronde van Frankrijk 1947.

## Overwinningen
- 1943:
  - Coupe Marcel Vergeat St-Etienne
- 1945:
  - GP d'Armagnac
- 1946:
  - Ajaccio - Bastia
  - La Grande Combe
  - Ronde d'Aix-en-Provence
- 1947:
  - GP de Tence
  - 11e etappe Ronde van Frankrijk
  - Eindklassement Circuit du Mont Ventoux
- 1948:
  - Eindklassement Dauphiné Libéré
- 1950:
  - GP de Cannes
  - Eindklassement Ronde van Romandië

## Resultaten in voornaamste wedstrijden
| Jaar | Ronde van Italië | Ronde van Frankrijk | Ronde van Spanje |
| ---- | ---------------- | ------------------- | ---------------- |
| 1944 |                  |                     |                  |
| 1947 |                  | ↑ (1)               |                  |
| 1948 |                  | opgave              |                  |
| 1949 |                  | opgave              |                  |
| 1950 |                  |                     |                  |
| 1951 | opgave           |                     |                  |
| 1952 |                  | opgave              |                  |

| Jaar | Milaan-San Remo | Parijs-Roubaix | Parijs-Tours |  | WK op de weg |
| ---- | --------------- | -------------- | ------------ |  | ------------ |
| 1944 |                 | 51e            |              |  |              |
| 1947 |                 | 7e             | 6e           |  | 5e           |
| 1948 |                 |                |              |  |              |
| 1949 | 6e              |                |              |  |              |
| 1950 | 9e              |                |              |  |              |
| 1951 | 27e             |                |              |  |              |
| 1952 |                 |                |              |  |              |

- Bibliothèque nationale de France: cb150035228 (data)
- International Standard Name Identifier: 0000 0004 5094 6160
- Virtual International Authority File: 316737220